# Peter Lüdders
Peter Lüdders (* 15. Januar 1864 in Harburg; † 8. März 1945 in Hamburg) war ein deutscher Fabrikbesitzer und Politiker.

## Leben

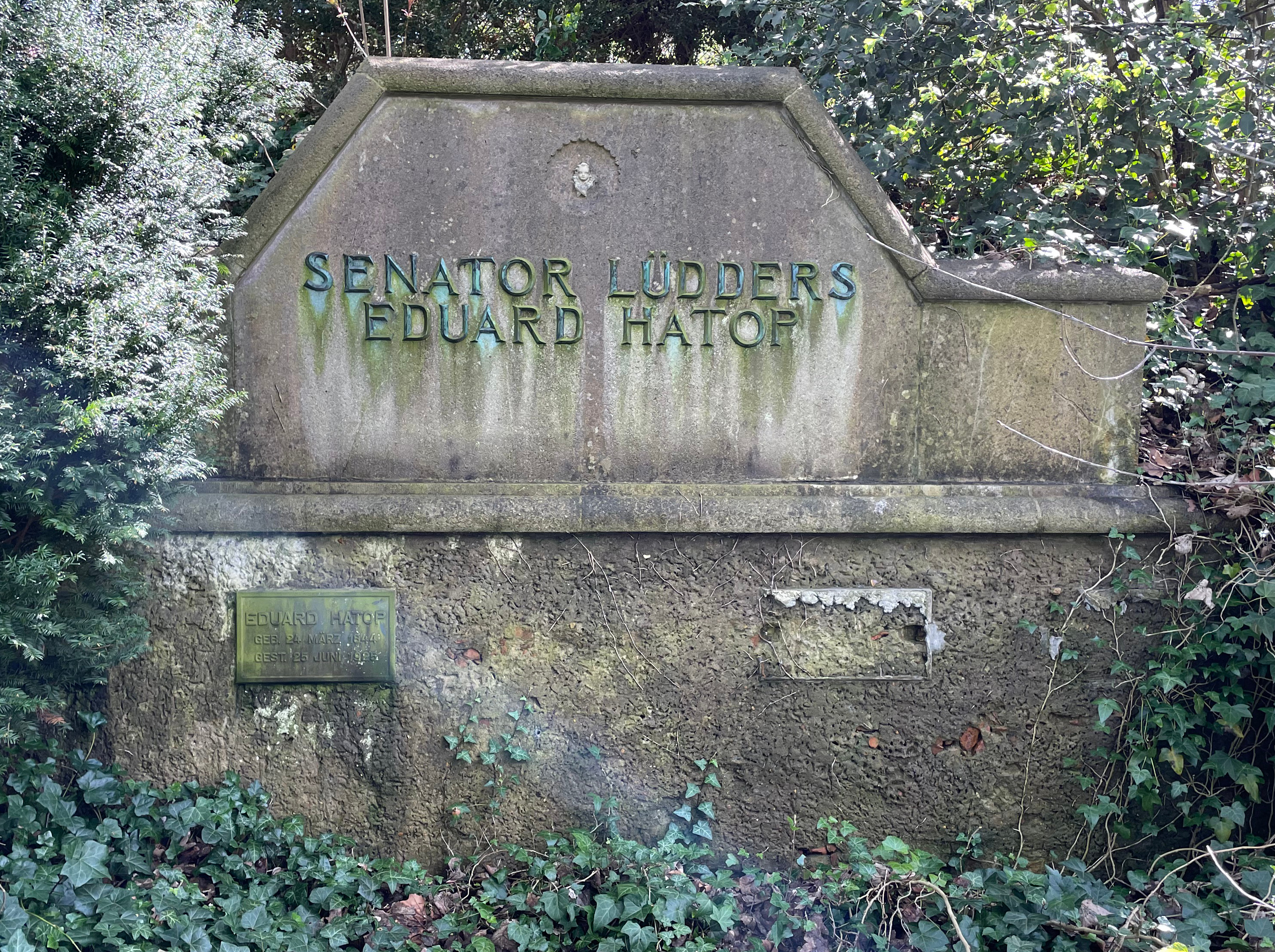
Grabstein für Peter Lüdders auf dem Alten Friedhof Harburg

Lüdders war Sohn eines Schiffszimmermanns. Er lebte als Fabrikbesitzer in Harburg und war dort auch politisch tätig. Ab 1906 war er Mitglied des Harburger Bürgervorsteherkollegiums. Im Juli 1924 wurde er Senator. Auch nach der Vereinigung von Harburg-Wilhelmsburg blieb er Senator. Von November 1925 bis 1929 gehörte er für den Wahlbezirk Harburg-Stadt und die Liste Haus- und Grundbesitz, 1929 bis 1932 für den Wahlbezirk Harburg-Wilhelmsburg und den Mittelstandsblock Mitglied im Provinziallandtag der Provinz Hannover. Im Landtag gehörte er der Fraktion „Arbeitsgemeinschaft“ an. Mit der Machtergreifung der Nationalsozialisten musste er als Senator ausscheiden. 
Er erhängte sich am 8. März 1945.